# 스칼라배
수학에서 스칼라배(-倍, scalar multiple) 또는 스칼라 곱셈(scalar multiplication)은 스칼라와 벡터의 순서쌍에 벡터를 대응시키는 한 연산이다. 유클리드 공간의 경우, 벡터의 길이를 스칼라의 절댓값을 배수로 하여 늘이거나 줄이고, 방향은 스칼라가 양수라면 그대로 두고 음수면 반대로 바꾼다.

## 정의
스칼라배는 벡터 공간을 정의하는 데이터 가운데 하나다. 스칼라배는 구체적인 벡터 공간의 구체적인 스칼라배 연산을 뜻하기도 한다. 예를 들어, 유클리드 공간
{\displaystyle \mathbb {R} ^{n}=\{(x_{1},\dots ,x_{n})\colon x_{1},\dots ,x_{n}\in \mathbb {R} \}}
에서, 임의의 스칼라 {\displaystyle a\in \mathbb {R} } 및 벡터 {\displaystyle \mathbf {x} =(x_{1},\dots ,x_{n})\in \mathbb {R} ^{n}}에 대하여, 그 스칼라배는 다음과 같다.
{\displaystyle a\cdot \mathbf {x} =(ax_{1},\dots ,ax_{n})}
스칼라배는 연산 기호를 생략하여 {\displaystyle a\mathbf {x} }와 같이 쓸 수 있다.

## 성질
유클리드 공간의 스칼라배는 다른 대부분 연산들과 잘 호환된다. 예를 들어, {\displaystyle \mathbb {R} ^{n}}에서 다음 항등식들이 성립한다 ({\displaystyle \cdot }는 스칼라곱).
{\displaystyle 0\mathbf {x} =a\mathbf {0} =\mathbf {0} }
{\displaystyle 1\mathbf {x} =\mathbf {x} }
{\displaystyle (ab)\mathbf {x} =a(b\mathbf {x} )}
{\displaystyle (a+b)\mathbf {x} =a\mathbf {x} +b\mathbf {x} }
{\displaystyle a(\mathbf {x} +\mathbf {y} )=a\mathbf {x} +a\mathbf {y} }
{\displaystyle (-a)\mathbf {x} =a(-\mathbf {x} )=-a\mathbf {x} }
{\displaystyle a(\mathbf {x} \cdot \mathbf {y} )=(a\mathbf {x} )\cdot \mathbf {y} =\mathbf {x} \cdot (a\mathbf {y} )}
만약 {\displaystyle n=3,7}일 때, 다음 항등식들이 추가로 성립한다 ({\displaystyle \times }는 벡터곱).
{\displaystyle a(\mathbf {x} \times \mathbf {y} )=(a\mathbf {x} )\times \mathbf {y} =\mathbf {x} \times (a\mathbf {y} )}

## 예
{\displaystyle \mathbb {R} ^{2}}에서의 예는 다음과 같다.
{\displaystyle 3\cdot (4,5)=(3\cdot 4,3\cdot 5)=(12,15)}
{\displaystyle \mathbb {R} ^{3}}에서의 예는 다음과 같다.
{\displaystyle 10\cdot (11,12,13)=(10\cdot 11,10\cdot 12,10\cdot 13)=(110,120,130)}

## 같이 보기
- 스칼라곱
- 행렬 곱셈
- 곱